# Trans World Airlines
Trans World Airlines (TWA) – amerykańskie linie lotnicze, działające od 1930 roku do 2001, kiedy zostały nabyte przez American Airlines. Siedziba TWA początkowo znajdowała się w Nowym Jorku, następnie m.in. w Kansas City, St. Louis, a w ciągu ostatnich kilku miesięcy w Fort Worth.
Trans World Airlines nieoficjalnie nazywano drugim narodowym przewoźnikiem (po Pan Am), linie te oferowały loty pasażerskie pomiędzy najważniejszymi amerykańskimi miastami, jak również z mniejszych miejscowości w zachodniej części kraju. Ponadto, miały szeroko rozwiniętą sieć połączeń z Europą i Bliskim Wschodem (głównie z Nowego Jorku).

## Historia
Zarówno inne narodowe linie lotnicze, tak i Trans World Airways ma swój początek w latach 20., kiedy to firmy przewozowe czerpały zyski głównie z dostarczania poczty. Tylko jedna firma złamała tę regułę i weszła na rynek pasażerski w Stanach Zjednoczonych – utworzone w 1928 roku Transcontinental Air Transport (TAT) z Charlesem Lindberghiem na czele. Właściciel linii, kanadyjski biznesmen Clement M. Keys, opracował 48-godzinne połączenie wzdłuż Stanów Zjednoczonych (obejmującą również przejazdy pociągiem), które w efekcie przynosiło straty. W tym samym czasie ówczesny szef urzędu pocztowego Stanów Zjednoczonych – Walter Folger Brown, odpowiedzialny za kontrakty na przesyłki lotnicze, zasugerował połączenie Transcontinental Air Transport z istniejącymi od 1925 roku liniami Western Air Express. Fuzja nastąpiła 24 lipca 1930 roku, a nowo utworzone linie, pod nazwą Transcontinental and Western Air, Inc. (TWA), podpisały kontrakt na przesyłki lotnicze.

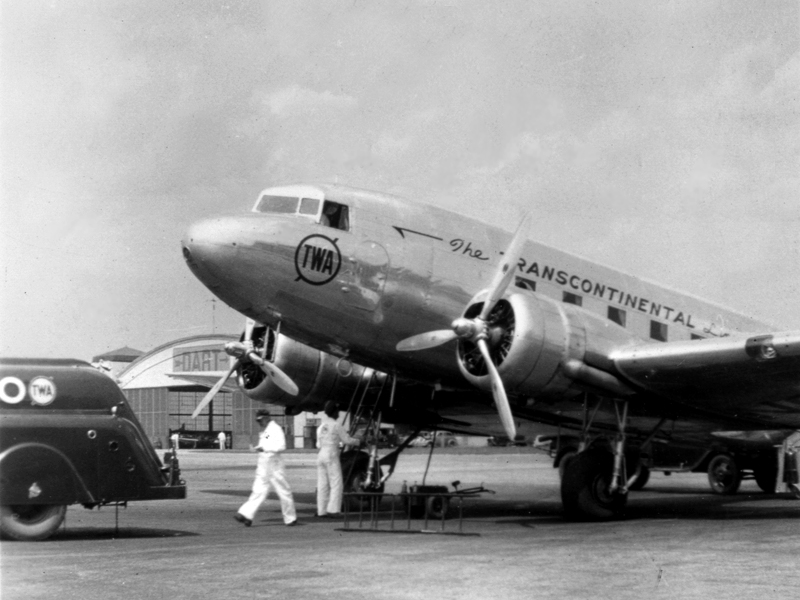
Douglas DC-3

Tak jak i pozostałe duże linie lotnicze Trans World Airlines kojarzone były ze sławnymi nazwiskami.  William John Frye, lotnik i pierwszy Dyrektor Produkcji TWA opracował specyfikacje samolotów Douglas DC-1 i DC-2, które zrewolucjonizowały lotnictwo pasażerskie. W 1934 roku, trzydziestoletni Frye został pierwszym prezesem TWA. Czołowym producentem samolotów na tamte czasy był William Boeing, jednak kontrakt z United Airlines zabraniał jednoczesnej sprzedaży samolotów liniom konkurencyjnym. Frye i inni członkowie TWA wielokrotnie odwiedzali innych producentów, w tym Donalda Douglasa, z planami nowego samolotu. 20 września 1932 roku kontrakt z Douglas'em został podpisany i pierwszy DC-1 trafił do TWA w grudniu 1933 roku. W 1937 roku Frye zamówił pięć maszyn typu Boeing 307 Stratoliner, które 3 lata później trafiły do TWA. W 1939 roku nakłonił też pasjonata lotnictwa – Howarda Hughesa do wykupu udziałów spółki. Z początkiem lat 40. Hughes został głównym udziałowcem (78%) TWA.
TWA obok pozostałych narodowych linii lotniczych wspierało Armię Amerykańską podczas Drugiej wojny światowej. Po wojnie rozpoczął się dziesięcioletni wyścig pomiędzy American Airlines, United Airlines i TWA. Głównym celem była inauguracja lotów transkontynentalnych. 1 marca 1946 roku TWA wprowadziło do swojej floty nowy samolot Lockheed Constellation na trasie z Nowego Jorku do Los Angeles, tego samego dnia United Airlines również zainaugurowało loty transkontynentalne Douglasem DC-4. W 1950 roku TWA zmieniło oficjalnie nazwę na Trans World Airlines.
W latach 40. TWA uznawane były za najlepsze i technologicznie najbardziej zaawansowane linie lotnicze. Kiedy United i American wprowadziły Douglasa DC-6 – w barwach TWA latał Lockheed Constellation, mogący zabrać na swój pokład o 35% więcej pasażerów niż jego poprzednicy. TWA były pierwszymi liniami lotniczymi, które obsługiwały regularne loty pomiędzy Los Angeles a Nowym Jorkiem.

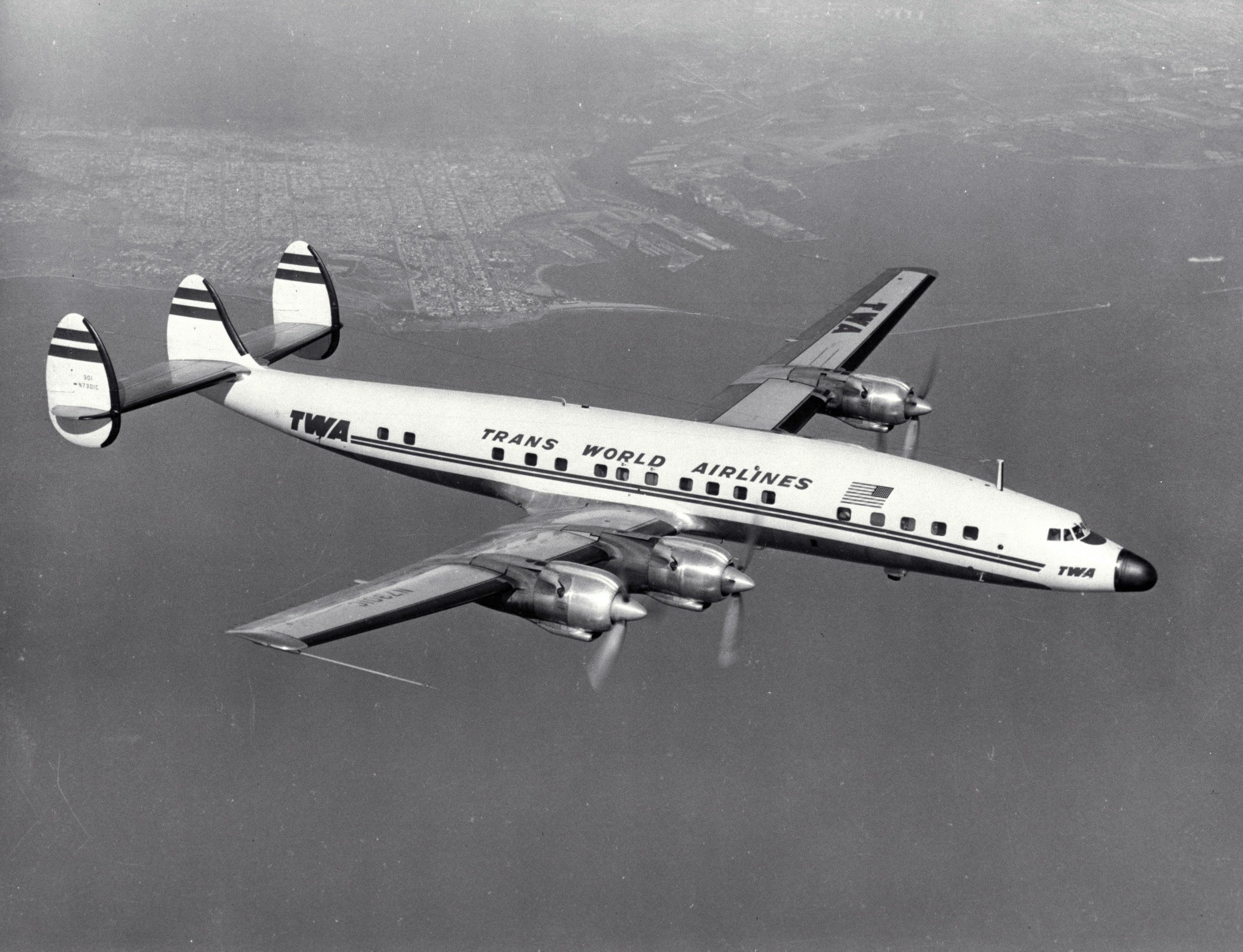
Lockheed Constellation

TWA wyszła również poza granice Stanów Zjednoczonych. Z końcem wojny – Civil Aeronautics Board (CAB), organizacja przydzielająca trasy amerykańskim liniom lotniczym, zezwoliła na przełamanie monopolu Pan Amu na loty międzykontynentalne. TWA były jednymi z pierwszych, które otrzymały zgodę na połączenia z Europą i Indiami. W lutym 1946 uruchomiły trasę Nowy Jork-Paryż. TWA zaciekle konkurowały z Pan Am mając przewagę, jaką były loty krajowe. Linie Pan Am latały tylko na trasach międzynarodowych.
W latach powojennych zaczęła się zła passa – problemy techniczne z Lockheedem, strajk pilotów i problemy finansowe Hughesa, któremu linie wytoczyły proces, zmuszając tym samym do sprzedaży wszystkich udziałów w 1965 roku. W kolejnych latach TWA wprowadzały kolejne innowacje, skupiając się na komforcie lotu pasażerów. Były pierwszymi, które wprowadziły możliwość oglądania filmów w czasie długich podróży. W 1967 wykupiły sieć hotelową Hilton. W lutym 1970, zaledwie miesiąc po Pan Am, TWA wprowadziły Boeinga 747 na trasie Los Angeles-Nowy Jork.
W latach 80. w wyniku wyjęcia lotnictwa cywilnego spod kontroli państwa – TWA rozważały sprzedaż udziałów Frankowi Lorenzo, zarządzającemu liniami Continental Airlines. Ostatecznie, we wrześniu 1985 amerykański inwestor – Carl Icahn wykupił prawie całe udziały linii.
Z początkiem lat 90., wraz z bankructwem Pan Am – TWA przejęły połączenia międzynarodowe. W 1993 Icahn zrezygnował z zarządzania liniami, nad którymi kontrolę przejął komitet składający się z pracowników i wierzycieli. Po reorganizacji spółki – złożyli zamówienie na 125 nowych samolotów. Było to największe zamówienie w historii TWA.
9 kwietnia 2001 American Airlines wykupiły majątek 75-letnich Trans World Airlines. Ostatni lot odbył się 1 grudnia 2001 roku.

## Siedziby
- Nowy Jork (Nowy Jork) (1930–1931)
- Kansas City (Missouri) (1931–1964)
- Nowy Jork (Nowy Jork) (1964–1987)
- Mount Kisco (Nowy Jork) (1987–1992)
- Saint Louis (Missouri) (1992–2001)
- Fort Worth (Teksas) (kwiecień-grudzień 2001)

## Flota
Flota Trans World Airways w momencie połączenia z American Airlines:
| Model                   | Liczba |
| ----------------------- | ------ |
| Boeing 717-200          | 28     |
| Boeing 757-200          | 27     |
| Boeing 767-200          | 12     |
| Boeing 767-300          | 10     |
| McDonnell Douglas MD-81 | 8      |
| McDonnell Douglas MD-82 | 38     |
| McDonnell Douglas MD-83 | 65     |
| Razem:                  | 188    |